# James L. Buckley
James Lane Buckley (ur. 9 marca 1923 w Nowym Jorku, zm. 18 sierpnia 2023 w Waszyngtonie) – amerykański polityk, senator ze stanu Nowy Jork, z ramienia tamtejszej Partii Konserwatywnej.
W 1943 ukończył studia na Uniwersytecie Yale. W latach 1942–1946 służył w marynarce wojennej USA, z której odszedł w randze porucznika. W 1950 został przyjęty do palestry w Connecticut, gdzie praktykował do 1953.
W 1970 został, z poparciem ówczesnego prezydenta Richarda Nixona, wybrany senatorem z Nowego Jorku, choć nie jako republikanin, tylko jako nowojorski konserwatysta. Jest jedynym do tej pory członkiem swojej partii wybranym do tej Izby amerykańskiego Kongresu. Zdobył wtedy 38,7% głosów.
W Senacie zasiadał od 3 stycznia 1971 do 3 stycznia 1977.
O ponowny wybór ubiegał się w 1976, tym razem jako republikanin, ale przegrał z demokratą Danielem Patrickiem Moynihanem.
Był starszym bratem jednego z guru amerykańskich konserwatystów, Williama Buckleya